# Kalendarium Zborowa
Zborów – wieś położona około 15 km na południowy wschód od Buska Zdroju, około 53 km na południe od klasztoru łysogórskiego i 22 km na południowy zachód od Koniemłotów.
Nazwy miejscowe wsi w dokumentach źródłowych
1339n, 1410, 1508, 1531 „Sborow”, 1409, 1470–80, 1529n. „Zborow”, 1827 „Zborów”, ale: 1399, 1400, 1470–80 „Zborowski”, „Zborowszky”, 1428 „Sborowski”.
Wieś położona administracyjnie w obrębie gminy i parafii
1508 powiat wiślicki, 1827 powiat stopnicki; 1470–80 parafia Solec (Długosz L.B. II 355).

## Kalendarium osób i wydarzeń, według chronologii dat
Wieś początkowo stanowiła własność klasztoru świętokrzyskiego jako pierwotne nadanie – do 1339 r., następnie wskutek zamiany, wieś szlachecka.
- 1339 – opactwo świętokrzyskie zamienia swoje wsie Opatkowice w (krakowskim) i Zborów na wsie Rzepin (obecnie Pierwszy i Drugi), Rzepinek, Żerniki i Szczybrza – wchłonięta przez Rzepin, należące do Przybka, podsędka krakowskiego[6].
- 1361 – bracia Wiktor i Piotr ze Zborowa oraz Niemierza z Racławic sprzedają klasztorowi w Mogile część Muniakowic[7].
- 1386–1416 – Marcisz ze Zborowa, Zborowski herbu Jastrzębiec[8][9][10].
- 1412–28 – w dokumentach występuje Piotr ze Zborowa Zborowski[11].
- około 1440 – zmarł Paweł Zbożeński, dziedzic między innymi Zborowa[12]  („Rocznik Towarzystwa Heraldycznego we Lwowie” Tom 7, rok 1924-5, s. 43).
- 1470–80 – dziedzicem Zborowa był Piotr Zborowski herbu Jastrzębiec, jest we wsi także folwark rycerski, łany kmiece (Długosz L.B. II 355, 427-8).
- 1508 – Andrzej Zbożeński (Zborowski) płaci pobór między innymi ze Zborowa[4].
- 1529 – w Liber retaxationum, wymienia się tę wieś z folwarkiem[13].
- 1531 – pobór z 2,5 łana i karczmy dorocznej[14].
- 1579 – Andrzej Zborowski płaci pobór od 14 kmieci na 2,5 łana i 13 komorników bez bydła[15].
- 1787 – według spisu ludności diecezji krakowskiej z 1787 r., wieś liczy 267 mieszkańców, w tym 4 Żydów[16] –
- 1827 – według Tabeli miast, wsi, osad Królestwa Polskiego z wyrażeniem ich położenia i ludności z roku 1827 wieś posiadała 55 domów i 368 mkw[5] –

## Obciążenia lenne
Dziesięcina należy do plebanów Solca i Gorzyc.
- 1470–80 – z folwarku dziesięcina snopowa wartości do 2 grzywien pobiera pleban Solca, z reszty wsi dziesięcina snopowa wartości do 7 grzywny należy do plebana Gorzyc (Długosz L.B. II 355, 427).
- 1529 z folwarku dziesięcinę snopową wartości 7 grzywien pobiera pleban Solca, z ról kmiecych dziesięcina snopowa wartości 6 grzywien należy do plebana Gorzyc[17].

## Pochodzą ze Zborowa
- 1529 – Paweł ze Zborowa, pleban Nasiechowic, prebendarz kościoła parafialnego w Kościelcu[18].